# سمهاد
سِمهاد هو جنس فطور مجهرية من الفتخيات.